# 浜松信用銀行
浜松信用銀行（はままつしんようぎんこう）は、静岡県浜松市に本店があった明治期の私立銀行。1893年（明治26年）に設立された浜松信用組合を母体に、1897年（明治30年）に資本金10万円で設立。初代頭取は伊東磯平治が就任。1908年（明治41年）豊国銀行と合併（『東海銀行史』では営業譲渡）し同行の浜松支店となった。その後浜松支店は、昭和銀行浜松支店を経て、愛知銀行（東海銀行の前身の一つ）に営業譲渡された。

## 沿革
- 1897年（明治30年）1月19日 - 設立（『東海銀行史』では前年12月24日設立とある）
- 1908年（明治41年）2月3日 - 豊国銀行に合併（『東海銀行史』では1月21日に営業譲渡とある）